# Hardknott romerske fort
Hardknott Roman Fort er et arkæologisk område, der består af det romerske fort Mediobogdum, som ligger på den vestlige side af Hardknottpasset i det engelske county Cumbria (tidligere Cumberland).